# Benjamín Maldonado
Pour les articles homonymes, voir Maldonado.
Benjamín Maldonado (né le 4 janvier 1928 en Bolivie et mort à une date inconnue) est un footballeur bolivien, qui jouait en attaque.